# Cattleya nobilior
La Cattleya nobilior es una especie de orquídea epifita o litofita que pertenece al género de las Cattleya.  

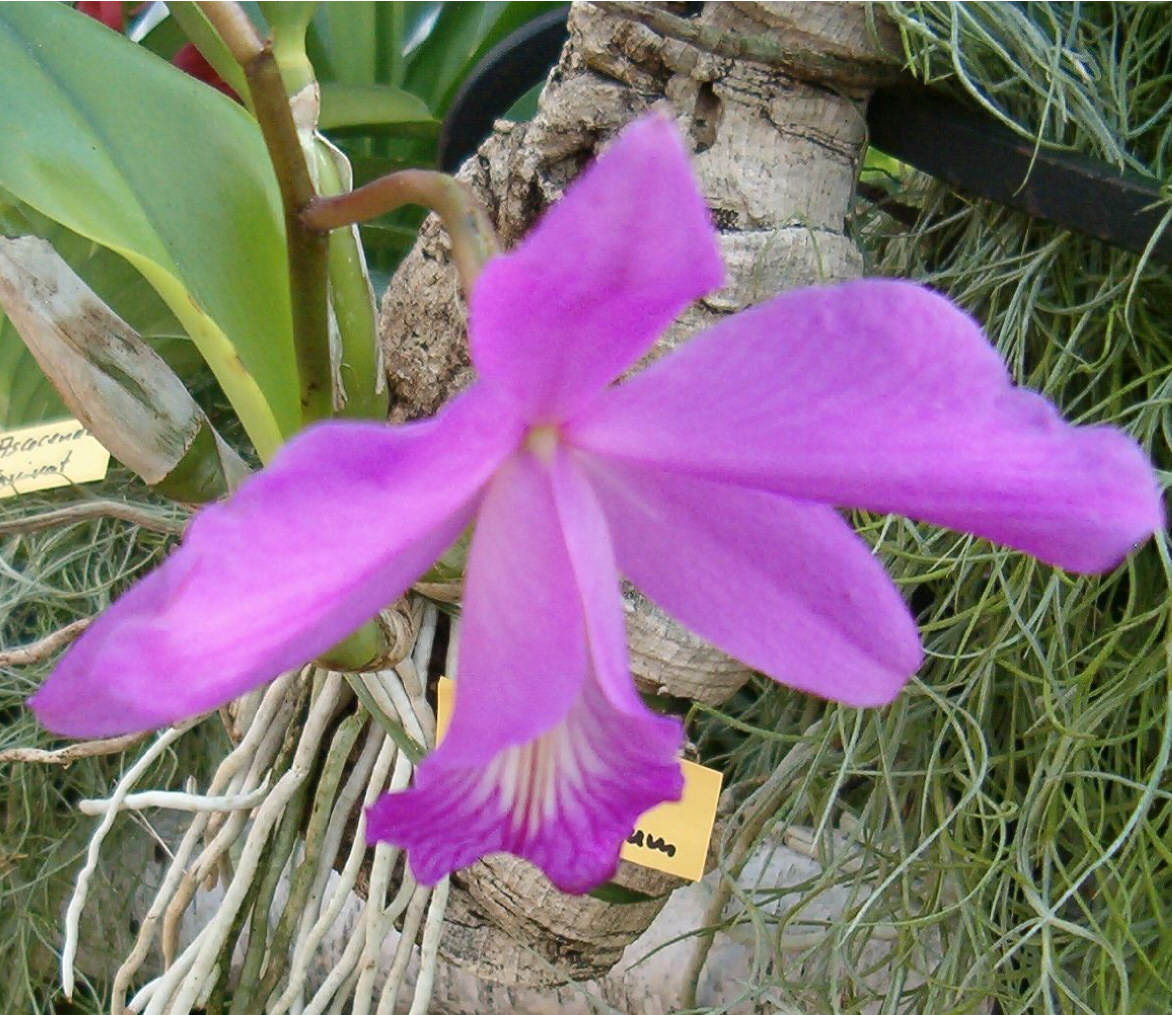
Detalle de la flor

## Descripción
Es una orquídea de tamaño pequeño, con hábitos de epifita o litofita  y con  pseudobulbos elipsoidales que llevan 2 hojas apicales, elípticas, coriáceas y elíptico-oblongas. Florece en una inflorescencia de  8 cm de largo, delgado, con 1 a  5 flores extremadamente fragantescon olor a vainilla limón.

## Distribución
Es originaria del Mato Grosso, Brasil y Santa Cruz en Bolivia a lo largo de los ríos en las cortezas de los árboles en los bordes de altos acantilados, a pleno sol y con amplia circulación del aire en las elevaciones de 170 a 700 metros. Esta especie es bifoliada y se puede distinguir de Cattleya walkeriana por este hecho, pues C.walkeriana sólo tiene una sola hoja.

## Taxonomía
Cattleya mendelii fue descrita por Heinrich Gustav Reichenbach   y publicado en L'illustration horticole 30: t. 485. 1883.
Etimología
Cattleya: nombre genérico otorgado en honor de William Cattley orquideólogo aficionado inglés,
nobilior: epíteto latíno que significa "la más noble".
Sinonimia
- Cattleya nobilior var. alba L.C.Menezes
- Cattleya walkeriana var. nobilior (Rchb.f.) A.H.Kent[5][6]